# WIEN2k
WIEN2k ist ein Programm-Paket für die Festkörperphysik, mit dem quantenmechanische Berechnungen zur Bandstruktur von Kristallgittern durchgeführt werden können. Es ist in Fortran geschrieben und nutzt die Linearized-Augmented-Plane-Wave-Methode (LAPW) und die Local-Orbital-Methode (LO) zum näherungsweisen Lösen der Kohn-Sham-Gleichung der Dichtefunktionaltheorie.

## Geschichte
WIEN2k wurde ursprünglich von Peter Blaha und Karlheinz Schwarz vom Institut für Materialchemie an der Technischen Universität Wien entwickelt. Im Jahr 1990 wurde der Code des Ursprungsprogramms WIEN veröffentlicht. Die nächsten Releases waren WIEN93, WIEN97 und WIEN2k.
WIEN2k wurde bis 2018 mehr als 3000 mal lizenziert.

## Funktionsumfang
WIEN2k ist eines der exaktesten Dichtefunktionaltheorie-Simulationen-Programme und wird als Referenzwert bei Benchmarks verwendet.
- LDA, GGA, meta-GGA (Schnittstelle mit Libxc, einer Bibliothek von Austausch-Korrelationsfunktionen für DFT), LDA+U und EECE, Orbital Polarization, Hybrid-DFT
- zentrosymmetrisch als auch nicht zentrosymmetrische Einheitszellen, Alle 230 Raumgruppen sind implementiert
- Spinpolarisation (ferro- oder antiferromagnetische Strukturen), Spin-Bahn-Kopplung
- sequentieller Modus, k-Parallel-Modus (ohne MPI, langsames Netzwerk mit normalem NFS), massiv paralleler MPI-Modus (Shared Memory oder InfiniBand)
- Energiebänder und Zustandsdichte
- Elektronendichten und Spindichten, Röntgenstrukturfaktoren, Potentiale, STM- und AFM-Simulationen
- Baders „Atome-in-Molekül“-Konzept
- Gesamtenergie, Kräfte, Gleichgewichtsgeometrien, Strukturoptimierung, elastische Konstanten, Molekulardynamik
- Phononen mit einer Schnittstelle zu K. Parlinskis PHONON- oder A. Togos Phonopy-Programm
- elektrische Feldgradienten, Isomerieverschiebungen, Hyperfeinfelder, NMR-chemische Verschiebungen, NMR-Knight-Shifts
- Röntgenemissions- und Absorptionsspektren, Elektronenenergieverlustspektren
- Optische Eigenschaften
- Fermi-Flächen